# Joseph Bonaparte
Joseph-Napoléon Bonaparte (født Giuseppe Buonaparte; 7. januar 1768 – 28. juli 1844) var en fransk diplomat og adelsmand. Han var storebror til kejser Napoleon 1. af Frankrig, der gjorde ham til konge af Napoli
(som Giuseppe 1.) fra 1806 til 1808 og til konge af Spanien (som José 1.) fra 1808 til 1813. Efter Napoleons fald var han kendt under titlen Greven af Survilliers.

## Biografi
Giuseppe Buonaparte blev født i 1768 i byen Corte på Korsika som det ældste barn af Carlo Buonaparte og Laetitia Ramolino. Han fik syv søskende som den senere franske kejser Napoleon 1. Under den Franske Revolution var han blandt andet ambassadør i Rom.
Han blev konge af Napoli i 1806, men måtte give tronen til Joachim Murat og blev i stedet udråbt konge af Spanien i 1808. Hans regeringstid var optaget af krigen mod de spanske guerillaer og hertugen af Wellington.
Efter militære nederlag i 1813 måtte han flygte til Frankrig og gik i eksil i USA og Italien. Han døde i Firenze.